# Mangled Torsos
Mangled Torsos (v překladu z angličtiny zhmožděná torza) byla německá death metalová kapela z Pforzheimu v Bádensko-Württembersku. Pod tímto názvem existovala od roku 1991.

## Historie
V létě roku 1990 se dali dohromady v Pforzheimu v Bádensko-Württembersku mladí muzikanté s cílem plodit nekompromisní a zvrhlý hudební nářez. Tehdy se skupina skládala z 5 členů, kteří koketovali s grindcorem. V roce 1991 se sestava ustálila na 3 lidech a kapela přijala název Mangled Torsos.
V dubnu 1992 vyšlo první demo Inculcate of Your Subconscious v nízké kvalitě. Následovala koncertní vystoupení např. s Agathocles, Acrostichon, Gut, Dead, Miasma, Blood, Pyogenesis…
V lednu 1993 bylo natočeno EP Anatomia Reformata, které bylo vydáno v počtu 360 kusů. V listopadu 1993 si kapela zamluvila na týden nahrávací studio, aby připravila svou debutní dlouhohrající nahrávku. Zhotovený master-disc byl nabídnut několika undergroundovým vydavatelstvím, a chopila se jej německá firma Morbid Records. Album nese název Drawings of the Dead.
V roce 1995 se zrodilo druhé album Godless. Další materiál už kapela nevydala, není známo, kdy přesně zanikla.

## Diskografie

### Dema
- Inculcate of Your Subconscious (1992)

### Studiová alba
- Drawings of the Dead (1994)[2]
- Godless (1995)

### EP
- Anatomia Reformata (1993)